# Clover
Clover – manga zespołu Clamp. Została opublikowana w Japonii przez Kōdansha. Charakterystyczną cechą mangi jest częste używanie złudzeń optycznych, brak obramowanych kadrów i ilustracje przypominające stylem układ kinowy.
Clover składa się z 4 tomów wydawanych od 1997 do 1999 roku. Dwa pierwsze przedstawiają główną historię, a dwa ostatnie są reminiscencjami, które tłumaczą związek między pewnymi wydarzeniami, jednakże wiele pytań pozostało bez odpowiedzi.
Ponieważ Clover nie rozstrzyga ostatecznie sporej części wątków, praca jest zakwalifikowana jako niedokończona i czeka na dalsze rozwinięcie. Mangaki oświadczyły w październiku 2004 w CLAMP vol. 2, że planują zamknąć historię w 5 lub 6 tomach. Zespół ludzi ze studia Madlax odpowiedzialnych za film z serii X stworzył w 1999 film bazujący na mandze Clover. Został przedstawiony japońskiej publice przez wydaniem pierwszego filmu Cardcaptor Sakura. Do dziś nie został on wydany w komercyjnej formie.

## Opis fabuły
Clover skupia się na historii młodej dziewczyny zwanej Suu. W cyberpunkowym świecie, w którym przyszło jej żyć, wojsko prowadzi poszukiwania utalentowanych dzieci zwanych „Clovery” (Koniczyny), które posiadają magiczne zdolności. Dzieci takie są klasyfikowane przez Radę Pięciu Starców w zależności od potęgi ich mocy, a potem tatuowane symbolem The Clover Project z liczbą listków koniczyny odpowiadającą poziomowi ich umiejętności. Suu jest oznakowana jako jedyna „4-listna Clover”. Innymi Cloverami jest jeszcze jeden z dwóch „3-listnych” Ran, Gingetsu jest „2-listny”, a Oruha jako „1-listna”. Suu, jak i inne Clovery zostaje uwięziona, by ograniczyć ich kontakt z ludźmi, ponieważ rząd boi się, że mogą one rozwinąć swoje zdolności i zostać użyte jako broń, przez co zagrozić narodowemu bezpieczeństwu kraju.
Będąc odizolowana od reszty ludzi, Suu tęskni za towarzystwem i posiada tylko jedno życzenie, o które prosi, a mianowicie pragnie odwiedzić „Fairy Park” (Wesołe Miasteczko). Jej eskortę stanowi Kazuhiko, były żołnierz, który został zmuszony do podjęcia się tego zadania. Pomimo że potem się dowiadujemy, że Kazuhiko i Suu mają wspólną przyjaciółkę Oruhę, fani podejrzewają, że wybór Kazuhiko będzie miał o wiele większe znaczenie, niż to zostało ujawnione w dotychczasowej historii.